# Dvireț, Sarnî
Dvireț (în ucraineană Двірець) este un sat în așezarea urbană Stepan din raionul Sarnî, regiunea Rivne, Ucraina.

## Demografie
Componența lingvistică a localității Dvireț
     Ucraineană (100%)
Conform recensământului din 2001, toată populația localității Dvireț era vorbitoare de ucraineană (100%).